# Congrès du Rassemblement national
 (juin 2018).
Si vous disposez d'ouvrages ou d'articles de référence ou si vous connaissez des sites web de qualité traitant du thème abordé ici, merci de compléter l'article en donnant les références utiles à sa vérifiabilité et en les liant à la section « Notes et références ».
Au Rassemblement national (Front national jusqu'en 2018), un congrès sert à élire le comité central, devenu conseil national lors du congrès de Lille de 2018 et le président du parti.
Il rassemble des centaines de cadres du parti et des militants.

## Liste des congrès
| Dates                   | Congrès        | Ville           | Élection à la présidence        | Élections au comité central (devenu conseil national en 2018) | Élections au comité central (devenu conseil national en 2018) |
| Front national          | Front national | Front national  | Front national                  | Front national                                                | Front national                                                |
| ----------------------- | -------------- | --------------- | ------------------------------- | ------------------------------------------------------------- | ------------------------------------------------------------- |
| 28 – 29 avr. 1973       | Ier congrès    | Paris           | Élection de Jean-Marie Le Pen   |                                                               |                                                               |
| 22 – 23 juin 1974       | IIe congrès    | Bagnolet        | Réélection de Jean-Marie Le Pen |                                                               |                                                               |
| 1er – 4 mai 1975        | IIIe congrès   | La Grande-Motte | Réélection de Jean-Marie Le Pen |                                                               |                                                               |
| 30 oct. – 1er nov. 1976 | IVe congrès    | Bagnolet        | Réélection de Jean-Marie Le Pen |                                                               |                                                               |
| 11 – 12 nov. 1978       | Ve congrès     | Rueil-Malmaison | Réélection de Jean-Marie Le Pen |                                                               |                                                               |
| 7 – 9 mai 1982          | VIe congrès    | Paris           | Réélection de Jean-Marie Le Pen |                                                               |                                                               |
| 1er – 3 nov. 1985       | VIIe congrès   | Versailles      | Réélection de Jean-Marie Le Pen | 1er : Carl Lang                                               | 2e : Roger Holeindre                                          |
| 31 mars – 1er avr. 1990 | VIIIe congrès  | Nice            | Réélection de Jean-Marie Le Pen | 1er : Carl Lang                                               | 2e : Roger Holeindre                                          |
| 4 – 6 fév. 1994         | IXe congrès    | Le Port-Marly   | Réélection de Jean-Marie Le Pen | 1er : Georges-Paul Wagner                                     | 2e (ex æquo) : Carl Lang et Bruno Mégret                      |
| 29 – 31 mars 1997       | Xe congrès     | Strasbourg      | Réélection de Jean-Marie Le Pen | 1er : Bruno Mégret                                            | 2e : Jean-Yves Le Gallou                                      |
| 28 – 30 avr. 2000       | XIe congrès    | Paris           | Réélection de Jean-Marie Le Pen | 1er : Bruno Gollnisch                                         | 2e : Roger Holeindre                                          |
| 19 – 21 avr. 2003       | XIIe congrès   | Nice            | Réélection de Jean-Marie Le Pen | 1er : Bruno Gollnisch                                         | 2e : Carl Lang                                                |
| 17 – 18 nov. 2007       | XIIIe congrès  | Bordeaux        | Réélection de Jean-Marie Le Pen | 1er : Bruno Gollnisch                                         | 2e : Marine Le Pen                                            |
| 15 – 16 janv. 2011      | XIVe congrès   | Tours           | Élection de Marine Le Pen       | 1er : Louis Aliot                                             | 2e : Roger Holeindre                                          |
| 29 – 30 nov. 2014       | XVe congrès    | Lyon            | Réélection de Marine Le Pen     | 1er : Marion Maréchal-Le Pen                                  | 2e : Louis Aliot                                              |
| 10 – 11 mars 2018       | XVIe congrès   | Lille           | Réélection de Marine Le Pen     | 1er : Louis Aliot                                             | 2e : Steeve Briois                                            |
| Rassemblement national  |                |                 |                                 |                                                               |                                                               |
| 3 – 4 juill. 2021       | XVIIe congrès  | Perpignan       | Réélection de Marine Le Pen     | 1er : Jordan Bardella                                         | 2e : Louis Aliot                                              |
| 5 nov. 2022             | XVIIIe congrès | Paris           | Élection de Jordan Bardella     | 1er : Sébastien Chenu                                         | 2e : David Rachline                                           |